# Военна прокуратура (сериал)
„Военна прокуратура“ (на английски: JAG) е американски сериал (съдебна драма), въртящ се около американския флот на САЩ, по идея на Доналд Белисарио и продуциран от Belisarius Productions във връзка с Paramount Network Television (CBS Television Studios).
Сериалът първоначално се излъчва по NBC за 1 сезон от 23 септември 1995 до 22 май 1996 г. и след това по CBS за още 9 сезона от 3 януари 1997 до 29 април 2005 г. Първият сезон е копродуциран с NBC Productions (сега Universal Television) и първоначално се възприема като смесица между „Топ Гън“ (Top Gun) и „Доблестни мъже“ (A Few Good Men), в които участва Том Круз.
През пролетта на 1996 г. NBC съобщава, че сериалът е спрян, след като завършва 79-о място в рейтингите, оставяйки един неизлъчен епизод. През декември 1996 г. конкурентната телевизия CBS обявява, че е поема ангажимента да продължи сериала. За няколко сезона сериала „Военна прокуратура“ се изкачва в рейтингите и в крайна сметка продължава девет допълнителни сезона. Освен това от „Военна прокуратура“ произлиза сериалът „Военни престъпления“, които от своя страна води до разклоненията „Военни престъпления: Лос Анджелис“ и „Военни престъпления: Ню Орлиънс“.
Заснети са десет сезона с общо 227 епизода. По време на първоначалното излъчване на петия си сезон в Съединените щати „Военна прокуратура“ се наблюдава в над 90 страни по света.

## Актьорски състав
| Актьор              | Персонаж                 |
| ------------------- | ------------------------ |
| Дейвид Джеймс Елиът | Лейтенант Хармън Раб     |
| Трейси Нийдъм       | Лейтенант Мег Остин      |
| Катрин Бел          | Майор Сара Маккензи      |
| Патрик Лабьорто     | Бъд Робъртс              |
| Джон М. Джаксън     | Адмирал Ей Джей Чегуидън |
| Скот Лоурънс        | Командир Стърджис Търнър |
| Зоуи Маккелън       | Дженифър Коутс           |

## „Военна прокуратура“ В България
В България първоначално сериалът е излъчен за първи път по Евроком на 29 декември 1999 г. На 15 септември 2017 г. започва повторно излъчване и завършва на 25 юни 2018 г. Прави трето повторно излъчване на 10 юни 2019 г. и спира на 8 юли. Дублажът е на студио Доли. Ролите се озвучават от Даринка Митова, Стефан Стефанов, Кристиян Фоков, Георги Тодоров и Димитър Герасимов.
През януари 2005 г. целият сериал е излъчен и по Нова телевизия. Дублажът е на Арс Диджитал Студио, чието име не се споменава. Ролите се озвучават от артистите Татяна Захова, Йорданка Илова, Иван Танев, Светозар Кокаланов и Георги Георгиев – Гого.
На 17 юли 2008 г. започва повторно по Diema. Дублажът е на студио Доли и е записан наново. Съставът е предимно с актьори от този на Арс Диджитал Студио и често търпи промени. 
В първи сезон ролите се озвучават от Йорданка Илова (от първи до десети, в дванайсети, четинирайсети, осемнайсети и деветнайсети епизод), Татяна Захова (от първи до десети, в дванайсети, четинирайсети, осемнайсети и деветнайсети епизод), Биляна Петринска (в единайсети, тринайсети, от петнайсети до седемнайсети и от двайсти до края на сезона), Лидия Михова (в единайсети, тринайсети, от петнайсети до седемнайсети и от двайсти до края на сезона), Иван Танев, Виктор Танев (от първи до седми епизод, от единайсети до края на сезона), Георги Георгиев – Гого (от първи до седми епизод), Владимир Колев (от осми до тринайсети и от петнайсети епизод до края на сезона), Станислав Димитров (в осми, девети, десети и дванайсети епизод) и Емил Емилов (в четиринайсети епизод).
Във втори сезон ролите се озвучават от Йорданка Илова (от първи до четвърти, от девети епизод до края на сезона), Татяна Захова (от първи до четвърти, от девети до дванайсети епизод), Лидия Михова (от пети до осми епизод), Елисавета Господинова (от пети до осми и от тринайсети до края на сезона), Иван Танев, Виктор Танев (от първи до дванайсети епизод), Георги Георгиев – Гого (от девети до края на сезона), Владимир Колев (от пети до осми, от тринайсети до края на сезона) и Емил Емилов (в трети и четвърти епизод).
В трети сезон ролите се озвучават от Йорданка Илова (от първи до тринайсети, от седемнайсети до двадесет и трети епизод), Елисавета Господинова (в първи епизод), Яница Митева (понякога кредитирана като Маслинкова, от втори до девети епизод), Лидия Михова (от десети до дванайсети, от двайсети до края на сезона), Ирина Маринова (от тринайсети до шестнайсети епизод), Татяна Захова (от тринайсети до деветнайсети, в двадесет и четвърти епизод), Иван Танев, Георги Георгиев – Гого, Владимир Колев (в първи епизод) и Виктор Танев (от втори до края на сезона).
В четвърти сезон ролите се озвучават от Лидия Михова, Татяна Захова (от първи до трети епизод), Йорданка Илова (от четвърти до единайсети, от тринайсети до двадесет и трети епизод), Ирина Маринова (в единайсети, дванайсети и двадесет и четвърти епизод), Иван Танев, Виктор Танев (от първи до трети, от тринайсети до двадесет и трети епизод), Георги Георгиев – Гого (от първи до шести, от шестнайсети до края на сезона), Владимир Колев (от четвърти до шести, в двадесет и четвърти епизод), Марин Янев (от седми до петнайсети епизод), Тодор Близнаков (от седми до десети епизод) и Веселин Ранков (в единайсети и дванайсети епизод).
В пети сезон ролите се озвучават от Лидия Михова (от първи до седми епизод), Ирина Маринова (от първи до трети, от дванайсети до петнайсети, от двадесет и втори епизод до края на сезона), Татяна Захова (от четвърти до единайсети, в двадесет и пети епизод), Йорданка Илова (от осми до единайсети, от шестнайсети до двадесет и първи епизод), Янина Кашева (от двадесет и втори до двадесет и четвърти епизод), Иван Танев, Владимир Колев (от първи до седми, от шестнайсети до двадесет и четвърти епизод), Георги Георгиев – Гого (от първи до седми, от дванайсети до деветнайсети, от двадесет и втори епизод до края на сезона), Иван Райков (от четвърти до единайсети епизод), Светозар Кокаланов (от осми до петнайсети епизод), Виктор Танев (в двадесет и първи и двадесет и втори епизод) и Веселин Ранков (в двадесет и пети епизод).
В шести сезон ролите се озвучават от Татяна Захова (в първи, втори и от шести до единайсети епизод), Ирина Маринова (от първи до пети и от осми епизод до края на сезона), Янина Кашева (от трети до седми и от дванайсети епизод до края на сезона), Лидия Михова (от осми до единайсети епизод), Иван Танев, Веселин Ранков (в първи и втори епизод), Георги Георгиев – Гого (от първи до четиринайсети, в петнайсети, от седемнайсети до деветнайсети и в двадесет и втори епизод), Виктор Танев (от трети до пети, от осми до единайсети, в четиринайсети, шестнайсети, двайсти, двадесет и първи, двадесет и трети и двадесет и четвърти епизод) и Владимир Колев (в шести, седми и от дванайсети епизод до края на сезона).
В седми сезон ролите се озвучават от Ирина Маринова (в първи епизод), Татяна Захова (от втори до края на сезона), Янина Кашева, Иван Танев, Виктор Танев, Владимир Колев (в първи и от единайсети до тринайсети епизод) и Георги Георгиев – Гого (от втори до десети и от четиринайсети епизод до края на сезона).
В осми, девети и десети сезон ролите се озвучават от Татяна Захова, Йорданка Илова, Иван Танев, Светозар Кокаланов и Георги Георгиев – Гого. От пети до осми епизод на осми сезон Захова отсъства и ролите ѝ са поети от Лидия Михова.
Повторенията са излъчвани многократно и по Fox Crime с втория дублаж на студио Доли до 20 декември 2018 г.